# Nová Ves u Chýnova
Nová Ves u Chýnova (německy Neudorf) je obec v okrese Tábor v Jihočeském kraji. Žije v ní 326 obyvatel.

## Historie
První písemná zmínka o obci pochází z roku 1379.

## Obyvatelstvo
| Rok            | 1869 | 1880 | 1890 | 1900 | 1910 | 1921 | 1930 | 1950 | 1961 | 1970 | 1980 | 1991 | 2001 | 2011 | 2021 |
| -------------- | ---- | ---- | ---- | ---- | ---- | ---- | ---- | ---- | ---- | ---- | ---- | ---- | ---- | ---- | ---- |
| Počet obyvatel | 432  | 490  | 433  | 373  | 330  | 322  | 311  | 287  | 286  | 236  | 220  | 222  | 226  | 273  | 322  |
| Počet domů     | 40   | 42   | 46   | 48   | 48   | 50   | 69   | 74   | 69   | 66   | 64   | 78   | 82   | 108  | 117  |

## Obecní správa
Mezi lety 1850–1879 Nová Ves u Chýnova patřila jako osada obce k Turovci v okrese Tábor. V letech 1880–1889 patřila jako osada obce k Zárybničné Lhotě a od roku 1890 je obcí. V letech 1961–1993 k obci patřil Turovec.

### Obecní symboly
Znak a vlajka byly obci uděleny rozhodnutím předsedy Poslanecké sněmovny Parlamentu České republiky dne 4. března 2014.

## Galerie

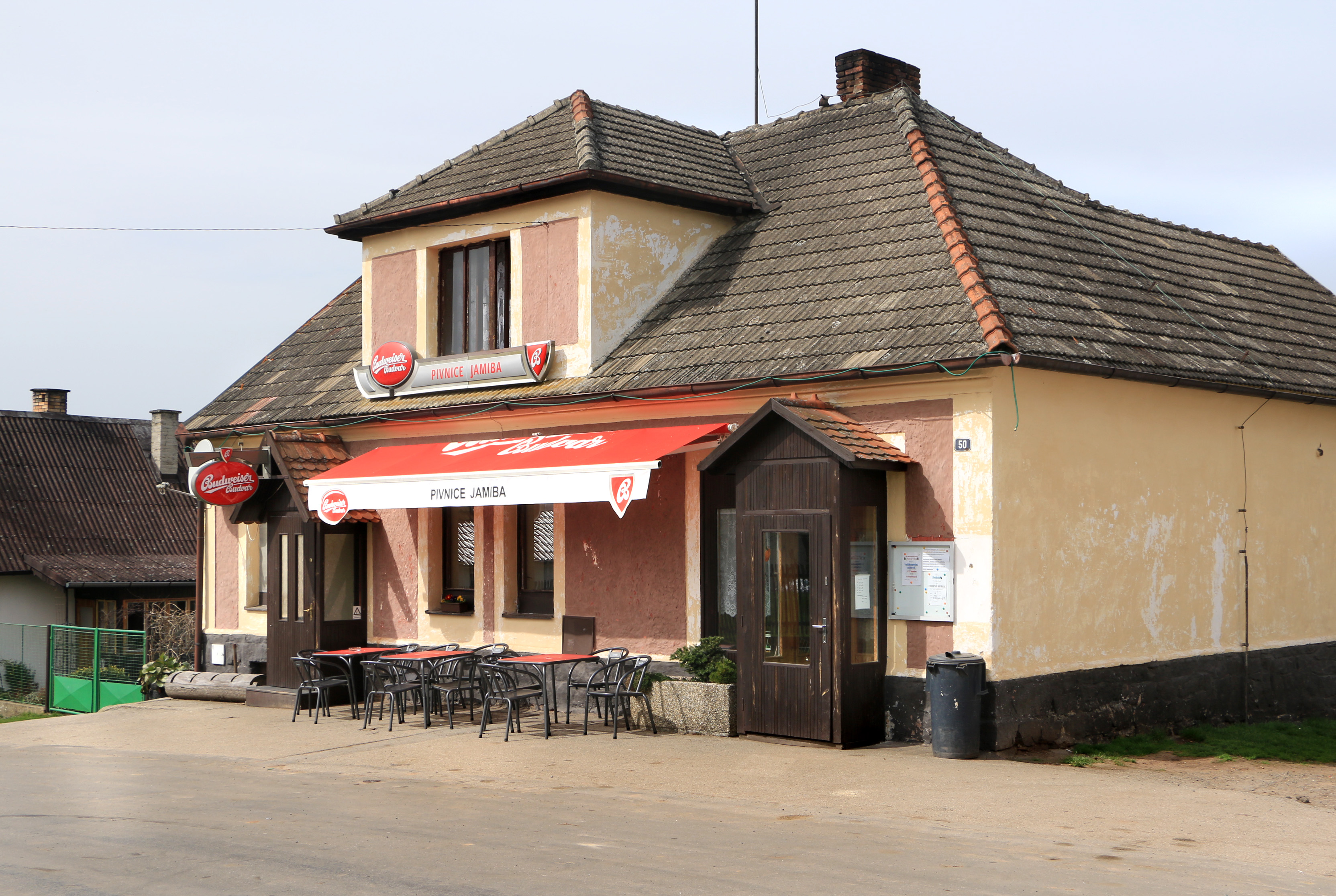
Místní pivnice
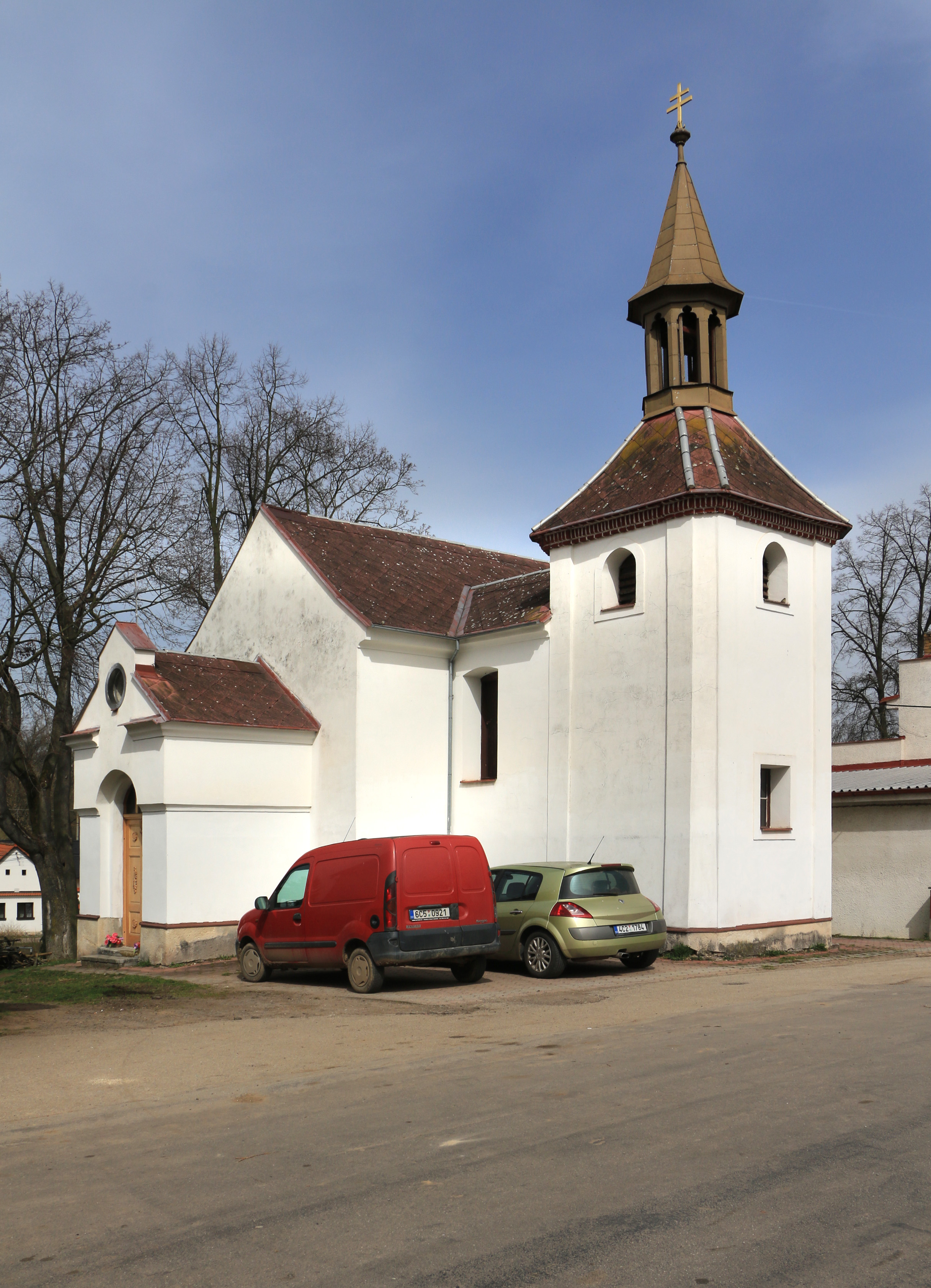
Kaple
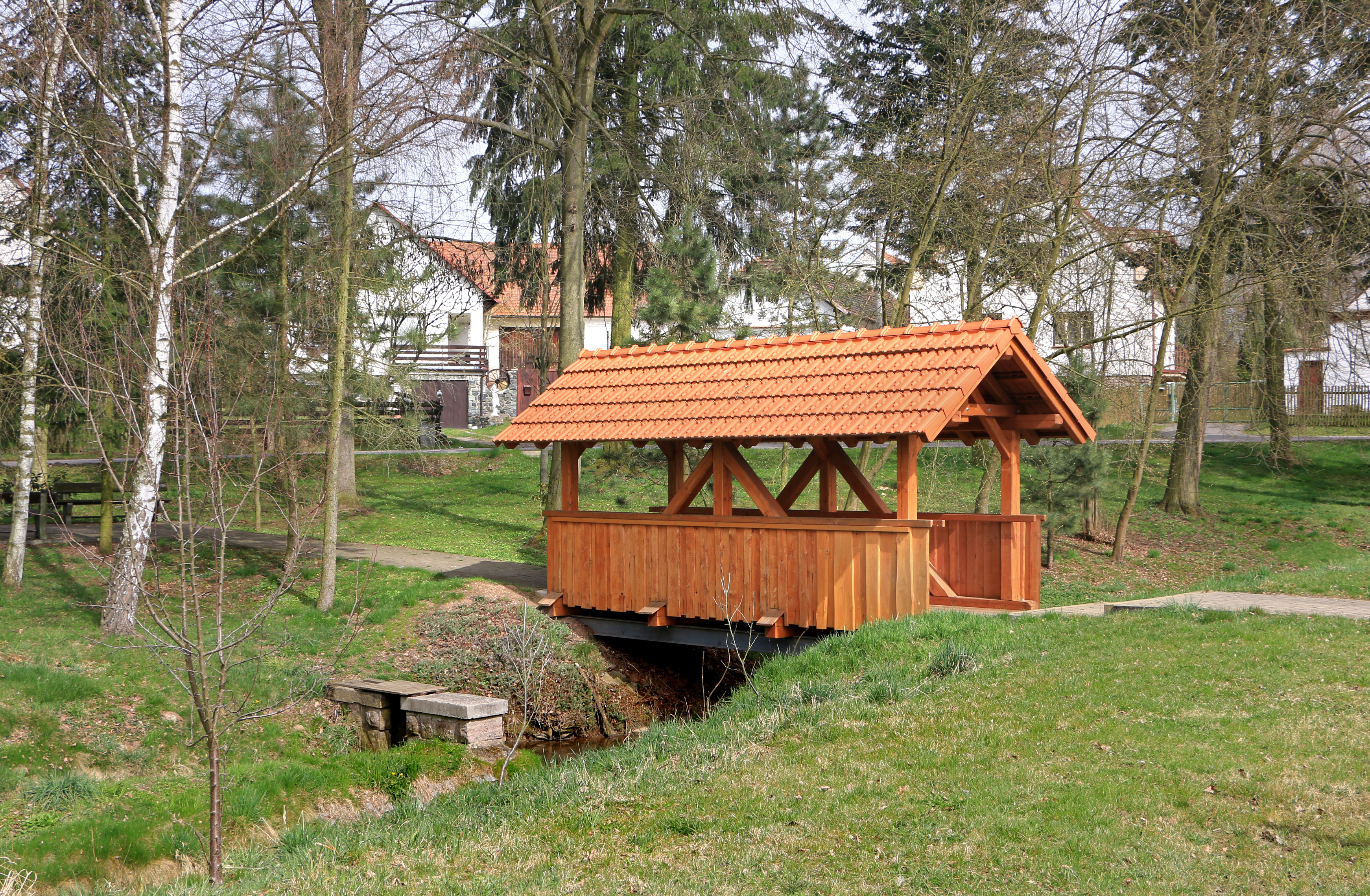
Krytý most přes místní potok
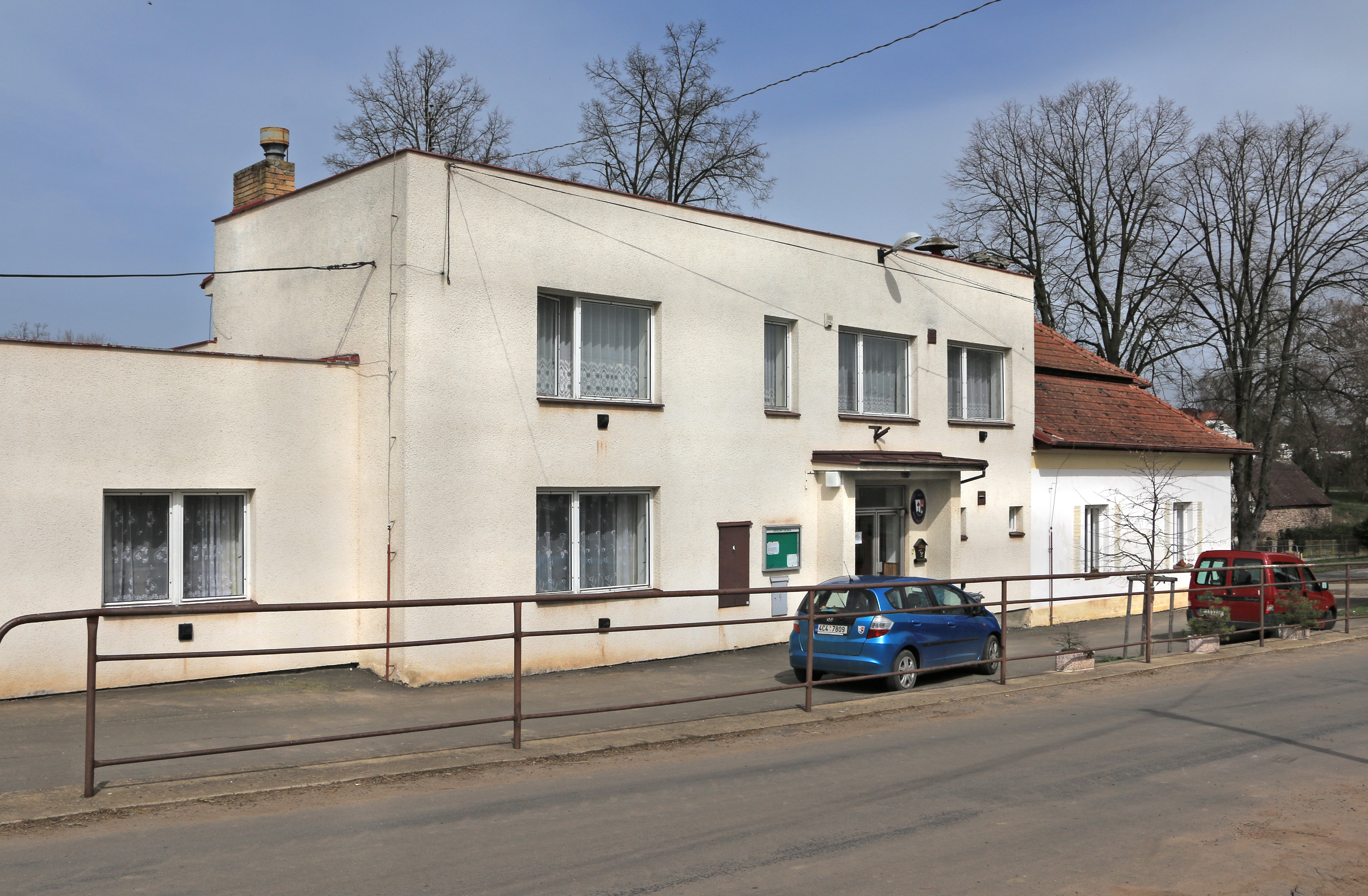
Obecní úřad